# Nusle

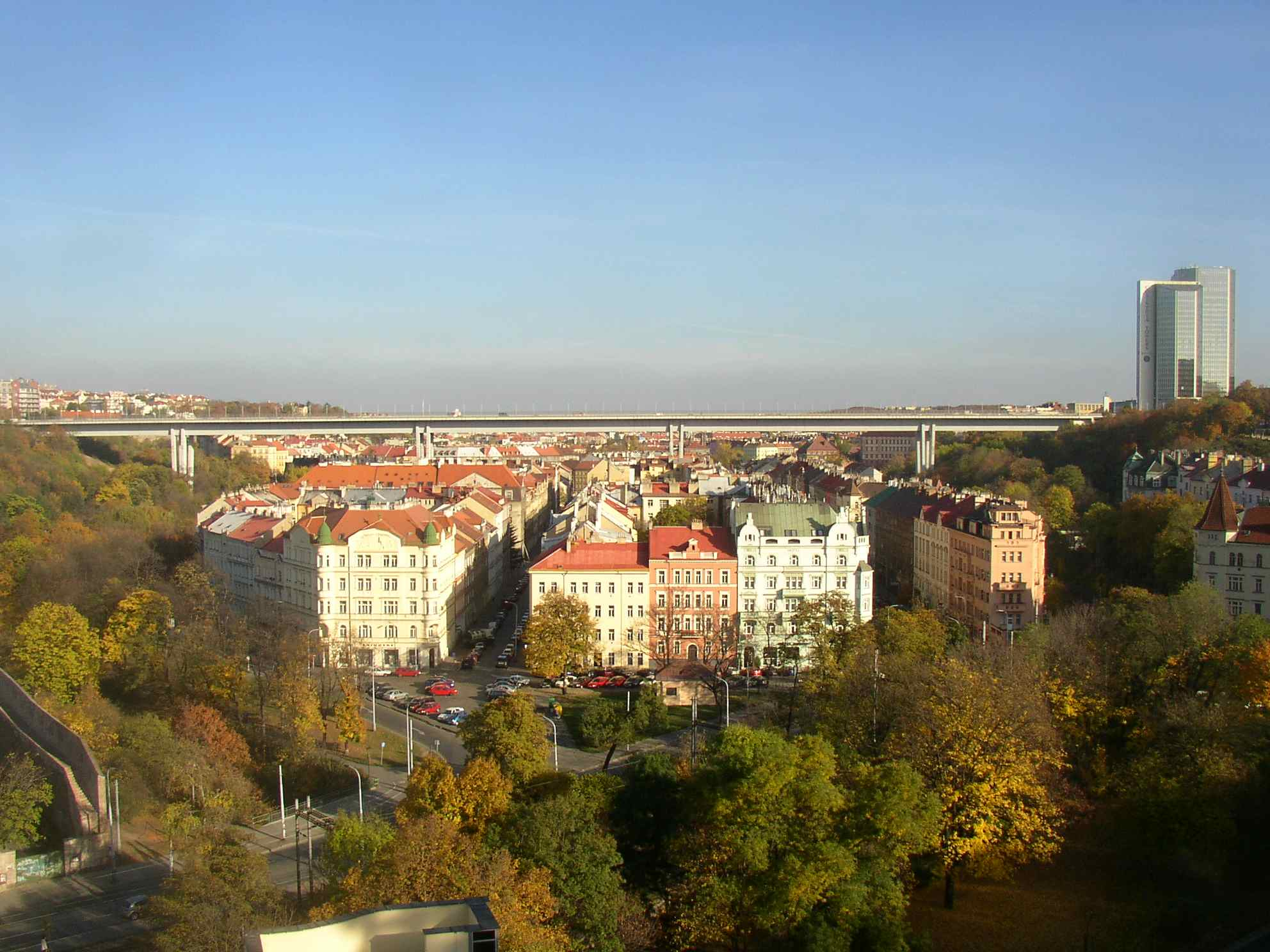
Widok na Most Nuselski

Nusle – dzielnica Pragi, utworzona w 1922. Większość obszaru znajduje się w Pradze 2, a część Pradze 4. Nusle położone są na południe od centrum miasta, w Nuselské údolí (Dolina Nuselska). Graniczy na zachodzie z Wyszehradem, Nowym Miastem i Vinohradami na północy i na wschodzie z Vršovice. Południowa część Nusle, znana jest jako Pankrác. 

## Zabytki
- Ratusz w Nuslach